# Ligne 5 du tramway de Bruxelles
Pour les articles homonymes, voir Ligne 5.
La ligne 5 est une ancienne ligne de tramway du tramway de Bruxelles qui a fonctionné jusqu'au 7 novembre 1961.

## Histoire
Vers 1935-1941, elle absorbe la ligne 99 Ixelles Place Sainte-Croix - Gare de Schaerbeek et se voit dès lors prolongée de la place Maurice Van Meenen à Saint-Gilles à la gare de Schaerbeek,.

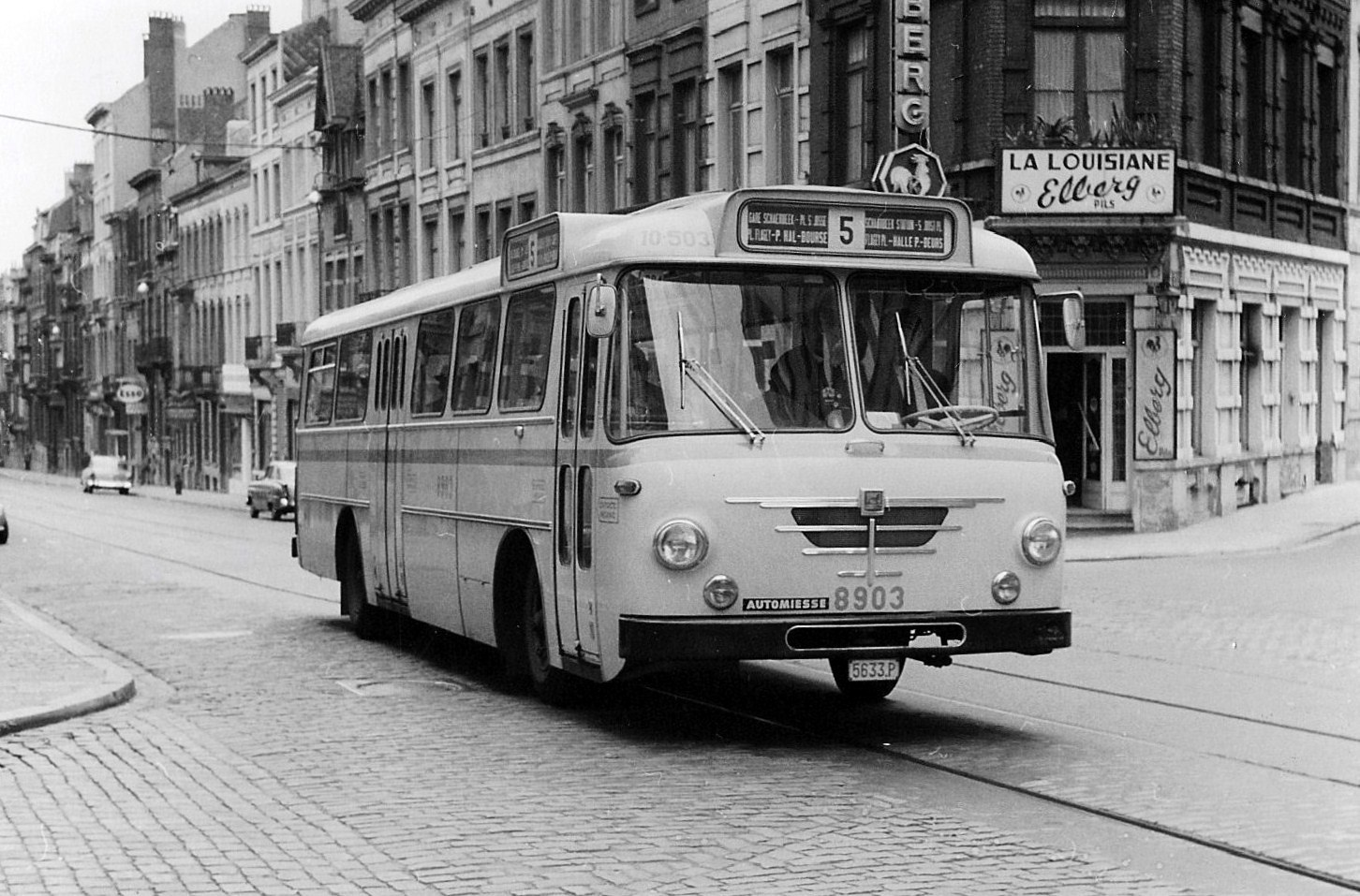
9 septembre 1962, autobus Büssing Senator sur la ligne 5 vers la Bourse, rue Lesbroussart à Ixelles.

La ligne est supprimée le 7 novembre 1961 et remplacée par une ligne d'autobus sous le même indice[réf. nécessaire],.